# Engelenbergplantsoen
Het Engelenbergplantsoen is een stadspark in de Nederlandse stad Kampen in Engelse landschapsstijl buiten de voormalige stadsgrens van Kampen begrensd door de Kennedylaan, Eerste Ebbingestraat, Engelenbergplantsoen en de Fernhoutstraat.
Het Engelenbergplantsoen is gelegen in het Groene Hart, een groengebied buiten het historisch stadscentrum van Kampen. Ook het Kamper stadspark en de Stadsburgerweyden maken deel uit van dit gebied.

## Geschiedenis
Het stadspark is genoemd naar mr. Christiaan Engelenberg, burgemeester van IJsselmuiden van 1880 tot 1910 en lid van de Kamper gemeenteraad van 1881 tot 1889. Hij legateerde 100.000 gulden aan de gemeente Kampen voor de bouw van een ziekenhuis of oudemannenhuis. Het Stadsziekenhuis werd gebouwd in het stadsplantsoen dat later naar hem werd vernoemd.
In 1915 werd het ontwerp van het park onder leiding van Leonard Springer herzien omdat zowel het ziekenhuis als de hogereburgerschool de harmonie van het park ernstig hadden aangetast.

### Oorlogsmonument
Op 31 augustus 1955 werd het oorlogsmonument Smekende handen van kunstenaar Martin van Waning onthuld.
Medio jaren zestig is het monument verplaatst naar de huidige locatie in het Kamper stadspark ter hoogte van de Derde Ebbingestraat.

## Beeldengalerij
In het park zijn meerdere kunstobjecten geplaatst.

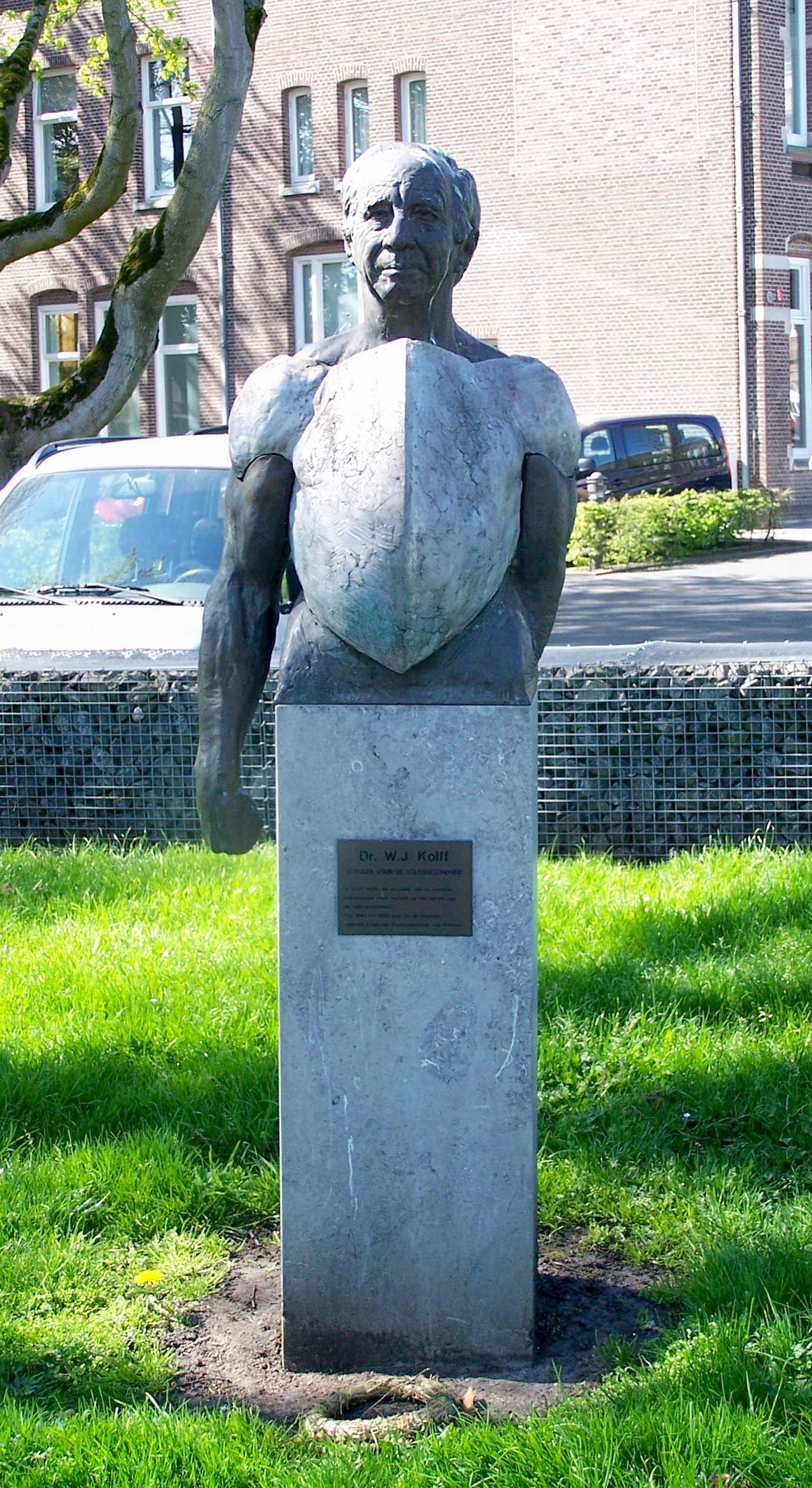
Willem Johan Kolff (1984) van Norman Burkett
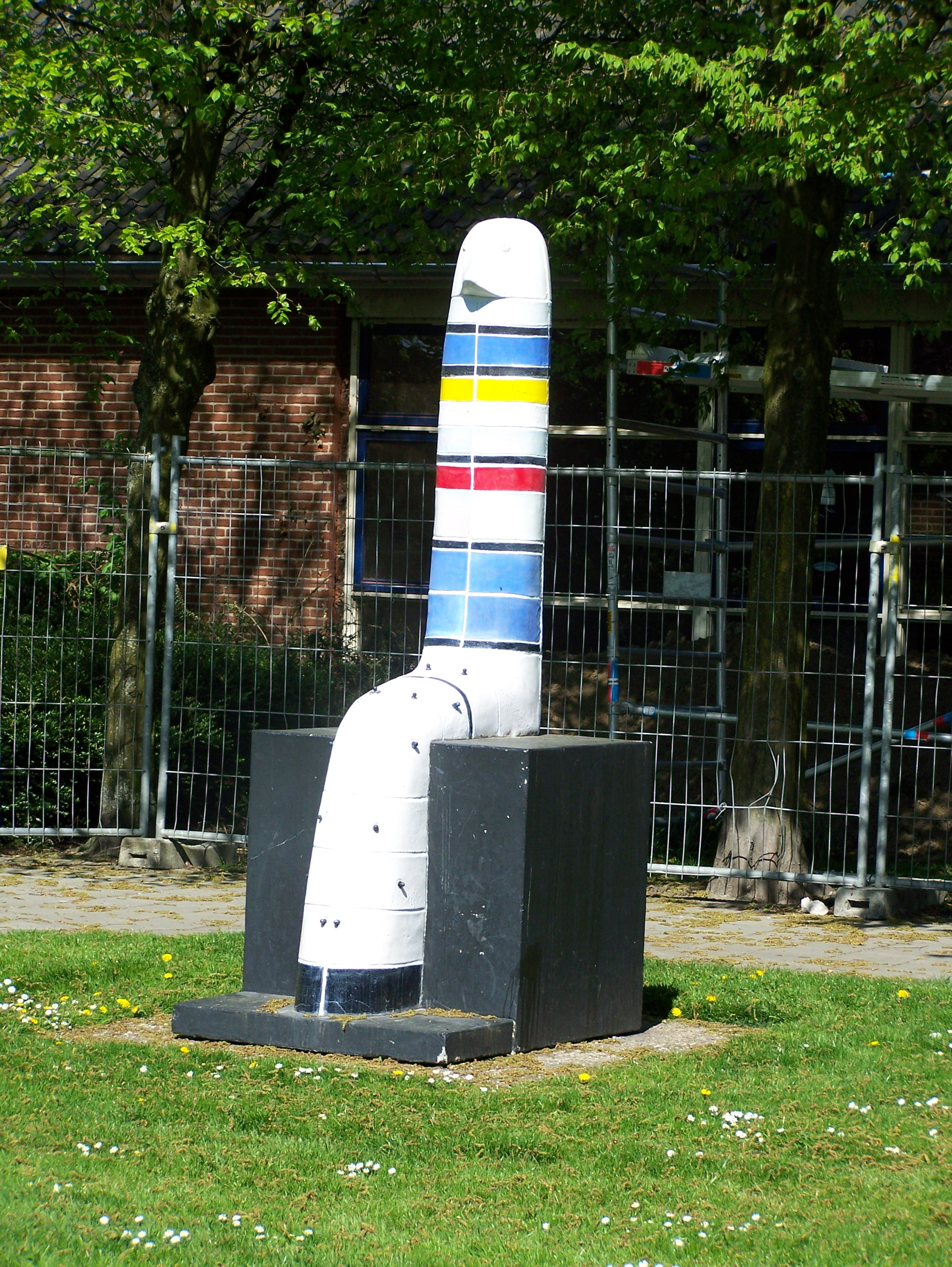
Penelope (1982) van Jan Snoeck